# Hiroyoshi Kuwabara
Hiroyoshi Kuwabara (Hiroshima, 2 oktober 1971) is een voormalig Japans voetballer.

## Clubcarrière
Hiroyoshi Kuwabara speelde tussen 1994 en 2011 voor Sanfrecce Hiroshima, Albirex Niigata, Giravanz Kitakyushu en Fagiano Okayama.